# Destiny New Zealand

Destiny New Zealand était un parti politique néo-zélandais centré sur l'église charismatique/pentecôtiste Destiny Church et se décrivant comme étant de « centre-droit ». Il soutenait « les valeurs traditionnelles de la famille » et disait que les problèmes de la Nouvelle-Zélande étaient en grande partie dus à l'effondrement de ces valeurs.
Fondé en 2003, il annonce sa dissolution le 18 septembre 2007. Il n'eut jamais de sièges au Parlement.